# Пінь Роман Іванович
Роман Іванович Пінь (псевдонім — Р. Черемшина; 2 січня 1941, с. Цебрів, нині Україна — 17 листопада 1988, м. Тернопіль) — український літератор, журналіст, краєзнавець. Член Національної спілки журналістів України.

## Життєпис
Закінчив факультет журналістики Львівського університету (1965). Працював у колгоспі в родинному селі (1960—1965), кореспондентом тернопільської обласної молодіжної газети «Ровесник», завідувачем відділу культури міськвиконкому, заступником голови виконкому міської ради депутатів трудящих (1972—1883), заступником голови тернопільської обласної організації Товариства охорони пам'яток історії та культури (1983—1988). 

## Доробок
Автор збірок поезій «Орбіта» (1979), «Замріяне сонечко» (1984), текстів путівників «Тернопіль» (1974, 1979), краєзнавчих статей. Записував приказки, народні пісні, що зберігаються у ДАТО. Співініціатор відродження святкування «Івана Купала» і «Тернопільської зими».